# ان‌جی‌سی ۷۵۴۴
ان‌جی‌سی ۷۵۴۴ (انگلیسی: NGC 7544) یک کهکشان عدسی شکل است که در صورت فلکی حوت قرار دارد و در ۱۸ نوامبر ۱۸۶۴ توسط ستاره شناس آلبرت مارت کشف شد.